# Lorenzo Lodici
Lorenzo Lodici est un joueur d'échecs italien né le 16 avril 2000 à Brescia, grand maître international depuis 2021
Au 1er août 2022, Lodici est le troisième joueur italien avec un classement Elo de 2 553 points.

## Carrière aux échecs
Grand maître international depuis 2021, Lodici a remporté le championnat d'Italie junior en 2017 et le championnat d'Italie alultes en 2018 (après départages contre Alberto David.

## Compétitions par équipe
Francesco Rambaldi a représenté l'Italie de la Coupe Mitropa en 2019 (au quatrième échiquier),  en 2021, compétition disputée en ligne (sur internet) et en 2022, remportant la médaille d'or par équipe avec l'Italie en 2021.
En août 2022, Lodici réalise la meilleure performance des joueurs de l'équipe italienne avec 6 points sur 9.